# شبکه‌های بی‌سیم پهن‌باند

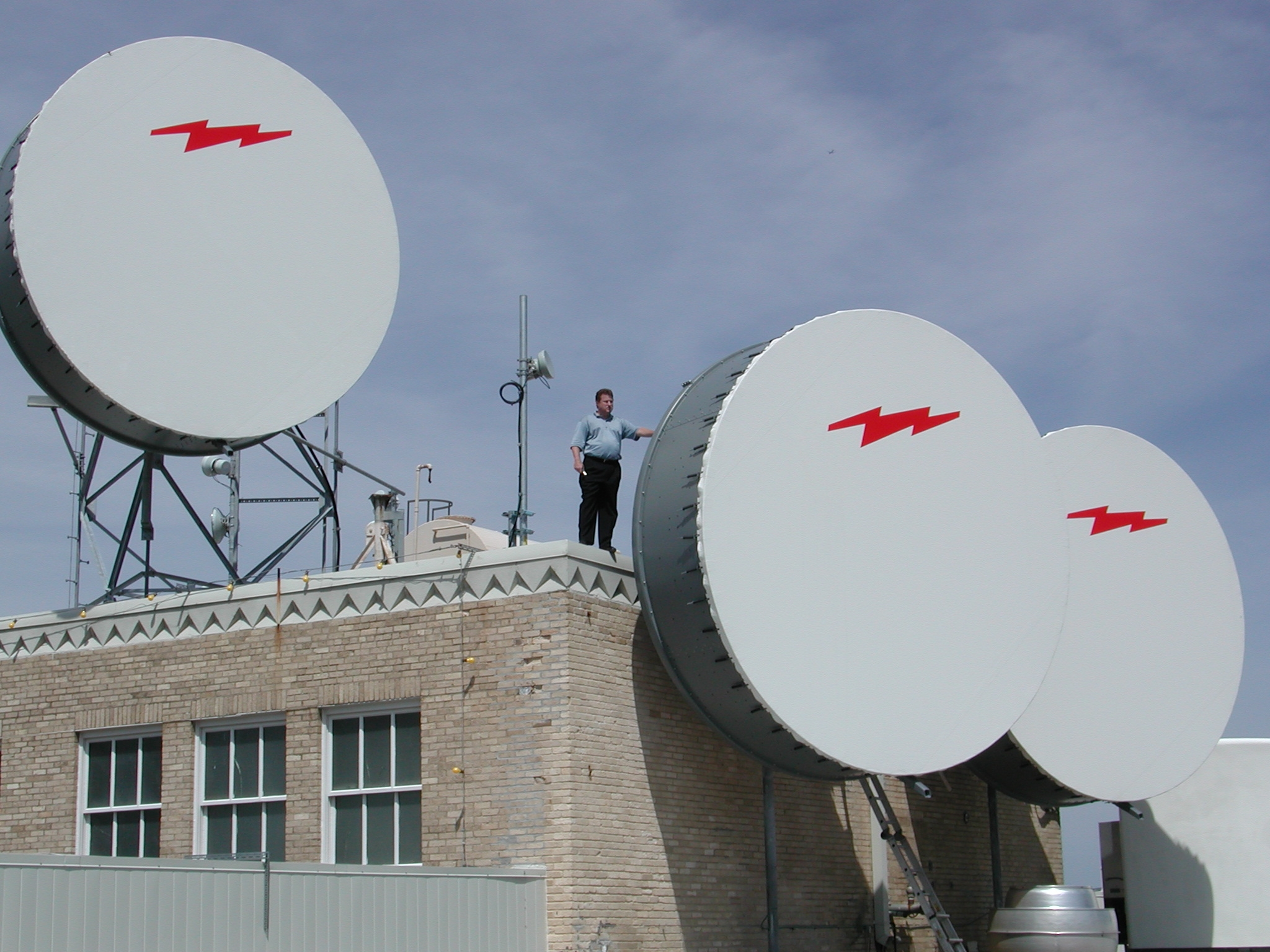
سه ظرف بی‌سیم ثابت با روکش‌های محافظ در بالای خیابان هفتم W. 307، فورت ورث، تگزاس، حدود سال 2001

برای دسترسی به اینترنت، سه راه مطمئن و شناخته شده وجود دارد.
دستهٔ اوّل - دسترسی شماره‌گیری شماره‌گیری
این روش با استفاده از یک مودم آنالوگ و یک خط تلفن قابل پیاده‌سازی است و حداکثر می‌تواند دارای پهنای باند ۵۶ kbps باشد. 
دستهٔ دوم - دسترسی باند پهن پهن‌باند:
این روش مبتنی بر کابل و دارای پهنای باند گسترده برای کاربران است و می‌توان ازDSL و خطوط T۱ و E۱ به عنوان نمونه‌های این نوع دستیابی نام برد. 
دستهٔ سوم - دسترسی بی سیم مخابرات بی‌سیم این روش در حال حاضر تنها به صورت وای-فای و بلوتوث وجود دارد و با استفاده از امواج الکترو مغناطیس کار می‌کند و می‌تواند اتصالات را در محدودهٔ یک خانه، رستوران ویا کتابخانه از تجهیزات سیمی و کابلی بی نیاز کند.
هر کدام از روش‌های یاد شده در کنار مزایای مشهودی که دارند دارای نقایصی هم هستند. مثلاً در روش‌های دسته‌بندی شده در دسترسی باند پهن هزینه بالای دسترسی و همچنین عدم امکان حرکت برای کاربر نقص به‌شمار می‌آید. همچنین در روش بی سیم WiFi که در آن دسترسی نسبتاً سریع (در مقایسه باشماره‌گیری به همراه امکان حرکت متصل شونده فراهم شده‌است، برد کوتاه امواج و نیز سرعت پائین (در مقایسه با باند پهن)خوشایند نیست. 

## معرفی شبکه‌های بی‌سیم وای-فای
شبکه‌های ارتباطی بدون سیم همواره از امواج رادیویی استفاده می‌کنند. در این شبکه هایک قطعه رایانه‌ای اطلاعات را تبدیل به امواج رادیویی می‌نماید و آن‌ها را از طریق آنتن ارسال می‌کند. در طرف دیگریک روتر بدون سیم، با دریافت سیگنال‌های فوق و تبدیل آن‌ها به اطلاعات اولیه، داده‌ها را برای رایانه قابل فهم خواهد ساخت.
به زبانی ساده، سیستم وای-فای را می‌توان به‌یک جفت واکی - تاکی که شما از آن برای مکالمه با دوستان خود استفاده می‌کنید تشبیه نمود. توان خروجی ویا قدرت فرستنده این گونه لوازم اغلب در حدودیک چهارم وات است و با این وصف، برد آن‌ها چیزی در حدود ۵۰ تا ۱۰۰متر می‌رسد.
حال فرض کنید تجهیزاتی که در سیستم وای-فای مورد استفاده قرار می‌گیرند، همانند مثال پیشین قابلیت ارسال و دریافت را دارا می‌باشند اما تفاوت اصلی آن‌ها در این است که این رادیوها قادر هستند تا اطلاعات به شکل صفر ویکِ دیجیتالی را به حالت امواج رادیویی تبدیل نمایند و سپس منتقل کنند.به‌طور کلی سه ویژگی عمده برای سیستم‌های وای-فای قابل ذکر است: ۱- رادیوهای سیستم وای-فای با استانداردهای ۸۰۲٫۱۱b و۸۰۲٫۱۱g کار می‌کنند و عمل ارسال و دریافت را بر روی فرکانس‌های ۲٫۴ گیگاهرتزی ویا ۵ گیگا هرتزی انجام می‌دهند.
۲- رادیوهای سیستم وای-فای از انواع مختلفی از تکنیک‌های کدگذاری اطلاعات بهره می‌برند که نتیجه آن افزایش نرخ سرعت تبادل داده‌ها خواهد بود.
۳- رادیوهایی که در سیستم وای-فای مورد استفاده قرار می‌گیرند، قابلیت تغییر فرکانس را دارا هستند. مزیت این ویژگی در این است که، از ایجاد تداخلِ کار سیستم‌های مختلف وای-فای در نزدیکی هم جلوگیری می‌کند.
به دلایلی که ذکر شد، سیستم‌های رادیویی وای-فای ظرفیت و سرعت انتقال داده بالاتری را نسبت به بیسیم‌های رادیویی دارند. بسته به نوع استاندارد، سرعت ارسال داده از ۱۱ تا ۳۰ مگابیت بر ثانیه متفاوت می‌باشد.
نکته قبل ذکر اینست که سیستم وای-فای تا شعاع ۵۰ الی ۱۰۰ متر را تحت پوشش قرار می‌دهد که‌یکی از نقاط ضعف آن می‌باشد.

## وای‌مکسچیست ؟
وای‌مکس یک روش بی سیم فوق العاده سودمند و انقلابی در زمینه دسترسی تمامی کاربران (در هر سطحی) به اینترنت است. این نام از حروف اول کلمات Worldwide Intero Perability for Microwave Access گرفته شده و همانگونه که از نام آن پیدا است، راه حلی برای دسترسی به اینترنت از طریق امواج مایکروویو است.

### معرفی وایمکس وای‌مکس
طراحان و مهندسان این روش برآن هستند تا در آینده‌ای نزدیک، دسترسی بی‌حد و مرز به اینترنت را برای تمامی کاربران تا حد دسترسی به تلفن همراه آسان کنند و همانگونه که اکنون در اغلب کشورهای جهان، داشتن و استفاده از یک تلفن قابل حمل، به پدیده‌ای معمولی بدل شده‌است، دسترسی آسان و بدون محدودیت مکانی به اینترنت، برای همگان حاصل شود.
نقطه ضعف بزرگ فناوری‌های باند پهن فعلی آن است که به دلیل نیاز به سیم کشی، نمی‌توانند همه مناطق را پوشش دهند. زیرا امکان سیم‌کشی در همه جا وجود ندارد. فناوری وای‌مکس آمده تا این مشکل را مرتفع کند. وای‌مکس می‌تواند امکان دسترسی به باند پهن را برای مشترکان معمولی و تجاری به صورت بی سیم فراهم کند.
وای‌مکسدر آینده بسیار نزدیک، اینترنت را در کنار شبکه مخابراتی قرار خواهد داد و چنان انقلابی را در این زمینه به وجود خواهد آورد که روشن کردن اکثر کامپیوترهای قابل حمل، خانگی ویا خاص، مساوی با اتصال آن‌ها به اینترنت باشد. این استاندارد از طرف IEEE معتبر شناخته شده و کد ۸۰۲٫۱۶ از طرف این سازمان به آن اختصاص‌یافته‌است.

### تفاوت وای‌مکس و وای-فای
نگاهی به تفاوت‌های وای‌مکس و وای-فای نشان می‌دهد که به رغم تشابه این دو روش در استفاده از امواج مایکروویو برای تأمین دسترسی اینترنت برای کاربران، وای‌مکس و وای-فای دو سیستم جداگانه هستند.
Wi-Fi اتصال بی سیم را با بردی کوتاه، حداکثر در حد محوطه‌یک فرودگاه، نمایشگاه‌یا کافی شاپ (نهایتاً در سطح ۶۵ کیلومتر مربع) برقرار می‌سازد. در حالی که در وای‌مکس صحبت از اتصال بی سیم دست کم در حدیک شهرکوچک است (چیزی در حدود هشت هزار کیلومتر مربع). گذشته از این حداکثر سرعتی که تکنولوژی وای-فای برای کاربران فراهم می‌کند، سرعت دانلود پنج مگابایت در ثانیه‌است و این در حالی است که کاربران تکنولوژی وای‌مکس با سرعت شگفت انگیز ۵۰ تا ۱۰۰ مگابایت خواهند توانست داده‌ها را از اینترنت دانلود کنند (به این ترتیب امکان تماشای یک فیلم با کیفیت بالا از اینترنت که سرعتی حداقل برابر با ۱۰ مگابایت در ثانیه نیاز دارد برای کاربری که در حال حرکت بایک لپ‌تاپ است به راحتی ممکن خواهد بود.)
تفاوت عمده دیگر وای‌مکس با وای-فای و نیز روش‌های دسترسی با پهنای باند بالا، ارزان بودن آن است که هرچند تا رسیدن به این مؤلفه به شدت مهم راه زیادی مانده‌است ولی یکی از اهداف طراحان آن است. "ارزان بودن "یا حتی "زیاد گران نبودن" چیزی است که برآورده شدن آن می‌تواند تمام تکنولوژی‌های رقیب وای‌مکس را از میدان به در کند.

## ویژگی‌های وایمکس
شبکه‌های بنا شده با تکنولوژی وای‌مکس، جزء شبکه‌های مخابرات بی‌سیم شهری محسوب می‌شوند که به راحتی می‌توانند به وسیلهٔ منطقهٔ بسیار وسیعی که دکل‌های وای‌مکس تحت پوشش خود قرار می‌دهند، کل شهر ویا شهرک‌های صنعتی و مناطق استراتژیک را پوشش دهند و قابلیت استفادهٔ اینترنت بسیار پر سرعت را از طریق این تکنولوژی برای سازمان‌ها، ارگان‌ها و شرکت‌های تجاری و همچنین منازل مسکونی امکان‌پذیر سازند.
به کمک وای‌مکس، سرعت داده‌هایی مانند وای-فای، پشتیبانی می‌شوند و موضوع تداخل امواج نیز کاهش می‌یابد.یکی از ویژگی‌های این تکنولوژی عدم نیاز به دید مستقیم بین مشترکان و دکل‌های BTS می‌باشد.
از جمله خصوصیات وای‌مکس آن است که علاوه بر داده، صدا و تصویر را نیز به خوبی پشتیبانی می‌کند و سرویسی که ارائه می‌شود به صورت کاملاً نامحدود می‌باشد و هیچ گونه محدودیت حجمی ویا زمانی ندارد و این بدان معناست که کاربر می‌تواند بدون هیچ محدودیت زمانی، در تمام شبانه روز به هر مقدار و حجمی که پهنای باندش اجازه می‌دهد download ویا upload داشته باشد.
یکپارچگی مودم، فرستنده و گیرندهٔ رادیویی در سایز بسیار کوچک و قابل حمل و امکان نصب بسیار آسان آن نیز جزو برتری‌هایی محسوب می‌شود که نسبت به سایر فناوری‌های مشابه خود داراست. امکان مدیریت مودم کاربر از راه دور توسط شرکت و کارشناسان فنی و قابلیت به روز رسانی نرم‌افزارهای مودم نیز در زمرهٔ این گونه موارد قرار می‌گیرند.
محدوده پوشش وسیع:
میزان فضای پوشش داده شده توسط یک فرستنده وای‌مکس بستگی به شرایط مختلفی دارد ولی در حالت کلی برای دید غیر مستقیم NLOS ۱ بین ۱-۵ کیلومتر و برای دید مستقیم LOS ۲ تا ۳۰ کیلومتر است.
عدم نیاز به دید مستقیم میان مودم سمت کاربر و آنتن مرکزی و شعاع فوق العاده زیاد تحت پوشش آن در حین سرعت بالای انتقال داده نیز از جمله ویژگی‌های دیگر آن محسوب می‌شود. که توپولوژی‌های پیشرفته و تکنیک‌های آنتنی می‌توانند برای پوشش برد بیشتری به کار روند.
استفاده در حال حرکت تحرک:
تحرک  یا قابلیت تحرک کاربریکی از مهم‌ترین مزایای سرویس وای‌مکس است. این قابلیت به این معنی است که کاربر در حال حرکت می‌تواند بدون قطع شدن از ارتباط استفاده کند و چنانچه در حال حرکت از یک آنتن به آنتن دیگر برسد مانند ارتباط موبایل از آنتن جدید ارتباط خواهد گرفت.
خصوصیت interoperability در این تکنولوژی، بدین معناست که کاربر می‌تواند هر محصول مورد علاقهٔ خود را با ویژگی‌های مورد نظرش خریداری کند و مطمئن باشد که این محصول با سایر محصولات مورد تأیید مشابهش هماهنگی و سازگاری خواهد داشت که این امر رقابت بین شرکت‌ها، بهتر شدن کیفیت محصولات و کاهش قیمت‌ها را در پی خواهد داشت.

## کاربردهای وای‌مکس
مهمترین خصوصیت و برتری وای‌مکس، همان قابلیت سیار بودن آن است که موجب می‌شود این تکنولوژی وارد لپ‌تاپ‌ها، کامپیوترهای دستی و در نهایت گوشی‌های تلفن‌های همراه شود و این امکان را به آن‌ها می‌دهد که کاربران برای استفاده از اینترنت پرسرعت نیاز به استقرار در یک مکان خاص ویا محدودهٔ بسیار محدود نباشند و بتوانند در هر حال و حتی در حال حرکت با سرعت‌های بالا نیز از این امکان بهره مند گردند.
یکی از ویژگی‌های جالب و قابل توجه در این مورد load کردن اطلاعات بر روی گوشی‌های تلفن همراه می‌باشد که می‌تواند برای جنبه‌های تبلیغاتی بسیار مؤثر واقع گردد. مثلاً فردی که در حال گذر از یک پل هوایی است به یک باره حجمی از اطلاعات بر روی گوشی وی فرستاده می‌شود که می‌تواند در قالب تصویر، صوت ویا انیمیشن باشد که برای جنبه‌های تبلیغاتی بکار گرفته شود ویا تعداد قابل توجهی افراد که روزانه از مترو استفاده می‌کنند که در هر ایستگاه نوع خاصی از تبلیغات می‌تواند برای این افراد فرستاده شود که این جنبه‌ها موج جدیدی از این فناوری فوق العاده را در دنیای امروزی نمایان می‌سازند.
علاوه بر این همانطوری‌که ذکر شد در برنامه‌های این تکنولوژی، استفاده از سرویس‌هایی همچون صدا روی پروتکل اینترنت نیز گنجانده شده‌است که ممکن است این تکنولوژی را به عنوان یکی از رقبای سیستم موبایل کلاسیک تبدیل کند.

## طرز کار وایمکس
وای‌مکس از نظر استفاده از امواج مایکروویو برای دسترسی مستقیم کاربران به اینترنت، تا حدود زیادی شبیه Wi-Fi است، با این تفاوت که سرعت آن بسیار بالاتر و برد آن به‌طور چشمگیری وسیع تر است. به‌طوری‌که سرعت آن را می‌توان با خطوط پرسرعت با پهنای باند وسیع (نظیرT۱ و ADSL)مقایسه کرد و برد امواج آن را با تلفن همراه. از نظر فراگیری شبکه نیز با هیچ‌کدام از مقیاس‌های شناخته شده شبکه قابل مقایسه نیست و حتی از مقیاس MAN که برای شبکه‌های شهری به کار می‌رود و در حال حاضر بزرگترین مقیاس شبکه‌های یکپارچه‌است هم به مراتب وسیع تر است.
این سیستم از دو بخش کلی تشکیل می‌شود: اول برج وایمکس (WiMAX tower) که بیشترین شباهت را به برج‌های مخابراتی دارد و قادر است تا شعاع ۸ هزار کیلومتر مربع را تحت پوشش خود بگیرد. دوم گیرنده وایمکس (WiMAX receiver) شامل آنتن گیرنده امواج مایکروویو که می‌تواند برحسب موقعیت گیرنده از یک قطعه کوچک گیرنده وای-فای دریک لپ‌تاپ تا گیرنده فرستنده داخلی در یک اداره متفاوت باشد. 
برج وای‌مکس می‌تواند به‌طور مستقیم و با یک پهنای باند بالا (مثلاً خط T۳) با اینترنت در ارتباط باشد و امواج را به کاربران ویا به برج بعدی انتقال دهد. با توجه به گستره بالای هر برج (۸ هزار کیلومتر مربع) با ایجاد برج‌های متعدد در انتهای محدوده تحت پوشش یک برج دیگر، می‌توان محدوده قابل توجهی را مشابه با سیستم تلفن همراه غیر ماهواره‌ای تحت پوشش قرار داد. کاربرانی که هم‌اکنون از سیستم Wi-Fi برای اتصال به اینترنت استفاده می‌کنند به خاطر تشابه استفاده از سیگنال‌ها، احتمالاً می‌توانند از وای‌مکس نیز استفاده کنند هرچند که تجهیزات دریافت امواج وای‌مکس در حال حاضر متفاوت باWi-Fi است.

## پروتکل‌های شبکه‌های بی سیم
IEEE (انجمن مهندسین برق و الکترونیک) با اتکاء به دانش فنی صدها مهندس عضو خود، طیف کاملی از استانداردها را برای شبکه بی‌سیم ایجاد نموده‌است که شامل ۸۰۲٫۱۵برای شبکه‌های شخصی PAN.
۸۰۲٫۱۱برای شبکه‌های محلی (LAN)، ۸۰۲٫۱۶ برای شبکه‌های شهری MAN و ۸۰۲٫۲۰ برای شبکه‌های گسترده WAN می‌گردد.
یکی از موفق‌ترین استانداردهای بدون‌سیم، IEEE ۸۰۲٫۱۱ می‌باشد که فناوری منتخب اکثر شبکه‌های محلی بی‌سیم WLAN در اماکن عمومی و شرکت‌ها می‌باشد و ایجاد HotSpot را به عنوان کسب‌وکار بزرگی برای فراهم‌کنندگان خدمات دسترسی بی‌سیم به اینترنت فراهم نموده‌است. هات‌اسپات که ترجمه تحت‌اللفظی آن نقطه داغ می‌باشد، اصطلاحی است که به برقراری ارتباط کاربران با شبکه بی‌سیم در مکان‌های عمومی گفته می‌شود.
کاربران با حضور دریک Hostspot(مثلاًیک رستوران‌یا فرودگاه‌یایک فروشگاه) به شبکه متصل می‌شوند و می‌توانند از خدمات آن همچون اینترنت استفاده کنید. در حال حاضر تشکلی از شرکت‌های تولیدکننده و فراهم‌کنندگان خدمات موسوم به وای-فای توسعه دستاوردهای تجاری حاصل از ۸۰۲٫۱۱ را دنبال می‌کند.
پروتکل IEEE ۸۰۲٫۱۶ برای شبکه‌های بزرگ بی سیم شهری یا اصطلاحاً WMAN تعبیه شده‌است. این استاندارد از ابتدا برای ارائه دسترسی بی‌سیم در باندپهن (Broadband) به شبکه‌های شهری طرح گردیده‌است و ظرفیت انتقال آن قابل قیاس با خطوط مخابراتی E۱ و مودم‌های ADSL می‌باشد. در این زمینه شرکت اینتل با ایجاد سازمانی به نام وای‌مکس گامی بلند در جهت هماهنگ و همگرا کردن فعالیت‌ها و همچنین ساخت تجهیزات مورد نیاز در زمینه استاندارد۸۰۲٫۱۶ برداشته‌است.
پروتکل ۸۰۲٫۱۶
در ژانویه سال ۲۰۰۳، IEEE با انتشار ۸۰۲٫۱۶a نسخه جدیدی از فناوری‌های بی‌سیم را ارائه نمود که در طیف فرکانس رادیویی ۲ الی ۱۱ گیگاهرتز کار می‌کند و این در حالی است که استاندارد اولیه برای کار در طیف ۱۰ الی ۶۶ گیگاهرتز طرح گردیده‌بود. بزرگترین نتیجه این تغییر، رفع مشکل "محدودیت دید مستقیم" می‌باشد.
لازم به‌یادآوری است که خصوصیات امواج رادیویی با فرکانس بالای ۱۰ گیگاهرتز باعث جذب این امواج توسط موانع طبیعی و مصنوعی (برای مثال درخت‌ها و ساختمان‌ها) می‌گردد و لازم است با نصب آنتن‌های فرستنده و گیرنده بر روی نقاط مرتفع و برج‌های مخابراتی، نوعی دید مستقیم بین مبداء و مقصد ایجاد شود. ۸۰۲٫۱۶ با رفع این محدودیت، هزینه‌های ایجاد شبکه بی‌سیم شهری را به طرز قابل توجهی کاهش می‌دهد.
ساختار یک شبکه مبتنی بر استاندارد ۸۰۲٫۱۶ متشکل از یک یا چند ایستگاه پایه می‌باشد که از طریق تعدادی آنتن فرستنده و گیرنده که هر یک در یک قطاع جداگانه فرکانسی قرار دارند، سرویس ارتباطی مشترکین خانگی و تجاری را دریک محدوده با شعاع تقریبی ۶ تا ۹ کیلومتری برقرار می‌کند.
البته این فاصله بنا به شرایط می‌تواند تا ۴۵ کیلومتر نیز افزایش‌یابد. ایستگاه پایه خود از طریق‌یک خط پرظرفیت مخابراتی، به‌یکی از نقاط شبکه مادر متصل می‌باشد.
هر ایستگاه پایه دارای یک یا چند قطاع رادیویی است که با فرض استفاده از ۲۰ مگاهرتز پهنای‌باند، هریک از آن‌ها ظرفیت تبادل اطلاعات با نرخی در حدود ۷۵ مگابیت در ثانیه را دارند. بنابراین به‌طور تقریبی ارائه خدمات به ۴۰ مشترک بزرگ با ظرفیت دسترسی 2 مگابیت در ثانیه (معادل خطوطE۱) ویا چند صد مشترک خانگی با ارتباطی مشابه با مودم‌های xDSL در هر قطاع امکان‌پذیر است.
انعطاف بالایی در انتخاب ترکیب مشترکین و نحوه توزیع ظرفیت بین آن‌ها وجود دارد. که به فراهم‌کننده خدمات آزادی عمل فراوانی در سرویس‌دهی به نقاط شهری و روستایی را می‌دهد.
۸۰۲٫۱۶، مشخصات امنیت و کیفیت خدمات QoS لازم برای کاربردهای حساسی همچون انتقال هم‌زمان صوت و تصویر را در خود دارد و به این ترتیب نیازهای مشتریان مشکل پسند هم برطرف خواهد گردید.
مشخصات IEEE ۸۰۲٫۱۶:
- شعاع تحت پوشش هر دکل حداکثر ۵۰ کیلومتر
- سرعت ۷۰Mbps
- عدم نیاز به دید مستقیم بین کاربر و دکل وای‌مکس
- فرکانس مورد استفاده بین ۲ تا ۱۱ گیگاهرتز و ۱۰ تا ۶۶ گیگاهرتز (دید مستقیم و غیرمستقیم)
- پهنای باند و ظرفیت بالا
- ارتباط LOS وNLOS

وای‌مکس در دو نسخهٔ ثابت Fixed و سیار Mobile استاندارد سازی شده‌است که نسخه‌ی۸۰۲٫۱۶a تا ۸۰۲٫۱۶d برای وای‌مکس ثابت و نسخه‌ی۸۰۲٫۱۶e که اخیراً پیاده‌سازی شده‌است، برای مصارف سیار حتی تا سرعتهای ۱۲۰ کیلو متر بر ساعت در نظر گرفته شده‌است. در شکل زیر جزئیات استانداردهای وای‌مکس ذکر شده‌است.

### طیف فرکانسی وای‌مکس
در راستای تبدیل شدن به یک استاندارد جهانی، وای‌مکس قادر به کار در طیف‌های فرکانسی گوناگون می‌باشد. بنابراین قوانین ملی کشورها دربارهٔ امواج رادیویی مانعی در به‌کارگیری فناوری فوق نیست. در حال حاضر طیف‌های فرکانسی ممکن عبارتند از:
- حوزه فرکانسی ۳/۳ الی ۸/۳ گیگاهرتز
- حوزه فرکانسی ۳/۲ الی ۷/۲ گیگاهرتز
- حوزه فرکانسی ۷۲۵/۵ الی ۸۵/۵ گیگاهرتز

امکان گزینش طیف فرکانسی علاوه بر ایجاد سازگاری با قوانین ملی هر کشور، انعطاف بالایی در انتخاب نوع تجهیزات ایستگاه پایه و سمت مشتری ایجاد می‌کند.
آینده وای‌مکس:
استاندارد IEEE وعده داده‌است پایه‌گذاری استاندارد جدید ۸۰۲٫۱۶m تا سال ۲۰۰۹ است که نسل جدید وای‌مکس توسعه‌یافته‌است که قابلیت انتقال داده‌ها تا یک گیگابایت در ثانیه را دارا می‌باشد.این مؤسسه به دنبال ارتقای سطح کیفیت تکنولوژی وای‌مکس موبایلیتی (ارسال پایدار دیتای سنگین در حین حرکت با سرعت بالا) می‌باشد که نشان دهنده عمومی شدن این تکنولوژی برای تمام کابران ثابت و متحرک می‌باشد. همانطور که تا سال ۲۰۰۷ وعده داده شده بود ۸۰۲٫۱۶e که همان وای‌مکس موبایلیتی است به مرحله ظهور بانجامد و با پیگیری‌های انجمن جهانی وای‌مکس این ادعا تا حدودی میسر گردید و در حال حاضر برخی کمپانی‌ها به این ادعا دست یافته و در حال توسعه کامل تا نیمهٔ دوم امسال هستند.
از مهم‌ترین خوصوصیات استاندارد جدیدی که ۲۰۰۹ به مرحله عمل خواهد رسید ارائه پهنای باند پایدار تا سقف ۱۰۰ مگابیت در ثانیه به کاربرانی که با سرعت ۶۰ تا ۲۵۰ کیلومتر در ساعت در حال حرکت هستند خواهد بود که این امر در صورت عملی شدن نقطه عطف بزرگی در صنعت ITاست و یک فرد عادی می‌تواند زمانی را که در سفر یا در حال رفت آمد به محل کار خود است با ارتباط ۱۰۰مگابیت در ثانیه مثل یک کاربر در محل کار، تمامی امکانات مختلف از جمله ویدئو کنفرانس و انتقال پرسرعت اطلاعات و اینترنت پرسرعت را باهم در اختیار داشته باشد و تغییر فواصل از دکل‌های اصلی هر میزان هم در پهنای باند تأثیر بگذارد در کار مشترک تأثیر چندانی نخواهد داشت و با حتی‌یک مگابیت درثانیه نیز امکانات بسیاری در اختیار خواهد داشت.
سرعت یک گیگابیت هم مربوط به مشترکان ثابت low Mobilty خواهد بود و البته شاید امروزه به صورت نقطه به نقطه به کمک روش لیزر امکان چنین ارتباطی به صورت خیلی محدود برقرار شده‌است اما قطعاً در آینده به روش‌های نقطه به چند نقطه و فواصل طولانی با پایداری بالا میسر خواهد شد. مزیت مهم دیگر استاندارد جدید ۸۰۲٫۱۶m برای وای‌مکس، سازگاری با نسل سوم و چهارم موبایل دنیا خواهد بود که روی این امر نیز تلاش خواهد شد.